# Eoscarta monticola
Eoscarta monticola är en insektsart som beskrevs av Victor Lallemand 1928. Eoscarta monticola ingår i släktet Eoscarta och familjen spottstritar. Inga underarter finns listade i Catalogue of Life.